# Cité Griset
La cité Griset est une voie du 11e arrondissement de Paris, en France.

## Situation et accès
La cité Griset est une voie publique située dans le 11e arrondissement de Paris. Elle débute au 125, rue Oberkampf et se termine en impasse.

## Origine du nom
Elle doit son nom à l'entreprise de M. Griset, propriétaire des terrains. 
En 1760, Antoine Griset (1733-1807), se spécialisant dans le laminage d’alliages non ferreux, installe sa fonderie éponyme dans le quartier du Marais à Paris. Son petit-fils Antoine (1790-1857), ayant acquis en 1825 de nouvelles parcelles dans le futur 11e arrondissement pour développer son activité, transfére la fonderie familiale au niveau de l’actuel 123, rue Oberkampf. L'actuelle cité Griset prend forme au fil des agrandissements successifs de l'usine. C’est là qu’est élaborée la barre de platine dont fut tiré le mètre étalon Griset exposé au musée du Conservatoire national des arts et métiers.
Au milieu du XIXe siècle, l’entreprise Griset dispose de dix-sept laminoirs actionnés par une machine à vapeur. Jules Griset (1854-1915), petit-fils d’Antoine, obtient la médaille d’or à l’Exposition universelle de 1878 et, à la fin du siècle, son usine est la première à laminer de l’aluminium.
En 1919-1920, trop à l’étroit rue Oberkampf, la société Griset, qui emploie alors cent cinquante personnes, décide de s’implanter à Aubervilliers.

## Historique
C'est une impasse ouvrière, formée d'usines, d'ateliers et de logements ouvriers, ouverte en 1855.
Un bâtiment en brique rouge emblématique de cette époque y subsiste. L'angle de la cité Griset et de la rue Oberkampf, notamment, avant d'être détruit, était occupé par la Maison Germain, petit atelier style milieu XIXe, producteur d'électricité industrielle jusqu'en 1971.
Depuis 2017, la cité Griset accueille au numéro 1 l'Institut d'études supérieures des arts. 